# Метрополитен Кордовы
Метрополитен Кордовы (исп. Subte de Córdoba) — проект метрополитена в Кордове. В случае постройки станет вторым метрополитеном Аргентины (после Буэнос-Айреса).

## История
Первый раз о грядущем строительстве было объявлено 10 декабря 2007 года. Строительством будут заниматься аргентинские и китайские компании.
В ноябре 2010 года был представлен новый план, с 29 станциями на линии длиной 18,5 км. Однако строительство так и не было начато.
13 января 2012 года общественности представлен очередной план сети метрополитена, с 3 линиями длиной 23 км и 26 станциями. Строительство рассчитано на 15 лет, но о сроках его начала ничего неизвестно.